# Eye II Eye
Eye II Eye je čtrnácté studiové album německé hard rockové kapely Scorpions z roku 1999.

## Seznam skladeb
1. "Mysterious" – 5:28
2. "To Be No. 1 "– 3:57
3. "Obsession"– 4:09
4. "10 Light Years Away" – 3:52
5. "Mind Like a Tree" – 5:34
6. "Eye to Eye" – 5:04
7. " What U Give U Get Back" – 3:55
8. "Skywriter" – 4:20
9. "Yellow Butterfly" – 3:43
10. " Freshly Squeezed" – 5:57
11. "Priscilla"– 4:08
12. "I Can Be" – 2:59
13. "Those Du Bist So Schmutzig" – 3:24
14. "Aleyah" – 4:24
15. "A Moment in a Million Years"– 3:34

## Sestava
- Klaus Meine – zpěv
- Matthias Jabs – kytara
- Rudolf Schenker – kytara
- Ralph Rieckermann – baskytara
- James Kottak – bicí

## Umístění v žebříčcích

### Singly
Billboard (Severní Amerika)
| Rok  | Singl        | Žebříček               | Pozice |
| ---- | ------------ | ---------------------- | ------ |
| 1999 | "Mysterious" | Mainstream Rock Tracks | #26    |